# المعاقب (مسلسل)
المعاقِب (بالإنجليزية: The Punisher) هو مسلسل ويب تلفزيوني من صناعة ستيفن لايتفوت لصالح نتفليكس، مستوحى من شخصية القصص المصورة التي تحمل نفس الاسم من نشر مارفل كومكس. أحداثه تقع ضمن عالم مارفل السينمائي، ويشارك أفلام هذا العالم في استمرارية الأحداث . هذا المسلسل من إنتاج تلفزيون مارفل بالإشتراك مع استوديوهات أي بي سي وبوهيمين ريسك برتدور أحداث السلسلة حول فرانك كاسل الذي يستعمل أساليب قاتلة في محاربة الجريمة متخفيًا تحت اسم "المعاقِب"، يلعب هذا الدور الممثل جون بيرنثال ويشاركه في المسلسل ممثلون آخرون مثل خايمي نيومان وديبوره آن وول وبن بارنز.
قامت شبكة فوكس التلفزيونية بإنتاج حلقة تجريبية لمسلسل تدور قصته حول شخصية المعاقب سنة 2011 لكن المشروع فشل. وفي سنة 2015 أعطي بيرنثال دور المعاقب ليلعبه في الموسم الثاني من مسلسل ديرديفيل ثم بدء العمل على مسلسل المعاقب بتاريخ يناير 2016 قبل إصدار الموسم الثاني من ديرديفيل. في أبريل 2016 طلبت مارفل ونتفليكس العمل على المسلسل وأعلنت اشتراك جون بيرنثال وستيفن لايتفوت، وبدأ التصوير في مدينة نيويورك.
صدرت حلقات الموسم الأول كلها بتاريخ 17 نوفمبر 2017 على نتفليكس. وبعد شهر تم تجديده إلى موسم ثاني، عرض في 18 يناير 2019.

## الشخصيات

### شخصيات رئيسية
- جون بيرنثال بدور فرانك كاسل/المعاقب.[2]
- إبون موس باشراش بدور دايفيد ليبرمان.
- أمبر روس ريفا بدور دينا ماداني.
- دانيل ويبر بدور لويس ويلسون.
- ديبوره آن وول بدور كارين بايج.
- خايمي نيومان بدور سارة ليبرمان.

### شخصيات متكررة
- سي توماس هاول بدور كارسون وولف.
- توني بلانا رافاييل هيرنانديز.
- كلانسي براون بدور الرائد راي سكونوفر.
- شهره اغداشلو بدور فرح ماداني.

## روابط خارجية
- المعاقب على موقع IMDb (الإنجليزية)
- المعاقب على موقع ميتاكريتيك (الإنجليزية)
- المعاقب على موقع روتن توميتوز (الإنجليزية)
- المعاقب على موقع نتفليكس (الإنجليزية)
- المعاقب على موقع فيلمافينيتي (الإسبانية)
- المعاقب على موقع كينوبويسك (الروسية)
- المعاقب على موقع ألو سيني (الفرنسية)
- المعاقب على موقع ميوزك برينز (الإنجليزية)
- المعاقب على موقع قاعدة بيانات الفيلم (الإنجليزية)